# Terence Spinks
Terence George Spinks (ur. 28 lutego 1938 w West Ham, zm. 26 kwietnia 2012 w Chadwell Heath) – brytyjski bokser kategorii muszej, złoty medalista letnich igrzysk olimpijskich w Melbourne. Pierwszą zawodową walkę stoczył w kwietniu 1957 z Jimem Loughreyem, wygrywając ją. We wrześniu 1960 zdobył tytuł mistrza Wielkiej Brytanii pokonując Bobby’ego Neilla. W listopadzie tego samego roku pokonał go ponownie w rewanżu. Stracił tytuł w maju 1961, gdy pokonał go Howard Winstone. Swoją ostatnią walkę stoczył w grudniu 1962 roku z Johnnym Mantle’em. Wygrał przez nokaut techniczny w ósmej rundzie.

## Odznaczenia
W 2002 roku został odznaczony Orderem Imperium Brytyjskiego.